# Бромат магния
Бромат магния — неорганическое соединение,
соль магния и бромноватой кислоты с формулой Mg(BrO3)2,
бесцветные кристаллы,
растворяется в воде,
образует кристаллогидраты.

## Получение
- Действие на гидроксид магния бромноватой кислотой

{\displaystyle {\mathsf {Mg(OH)_{2}+2HBrO_{3}\ {\xrightarrow {}}\ Mg(BrO_{3})_{2}+2H_{2}O}}}

## Физические свойства
Бромат магния образует бесцветные кристаллы.
Растворяется в воде.
Образует кристаллогидрат состава Mg(BrO3)2•6H2O.